# János Köves
János Köves, également connu sous le nom de János Kvasz, né en 1905 à Békéscsaba et mort le 21 avril 1970 à Nyitra, est un joueur international et entraîneur hongrois de football.

## Carrière
János Köves évolue au poste d'avant-centre puis de demi (milieu de terrain). Il joue d'abord en Hongrie au Békéscsabai Előre, au Csabai AK et à Húsos. En 1926 ou 1927 il évolue au MTK Budapest, un des principaux clubs du pays, puis il joue au Somogy FC en 1928-1929 (et brièvement encore en 1932) et à Újpest à partir de 1929. Avec ce dernier club, il remporte deux fois le championnat de Hongrie, en 1930 et 1931, la Coupe Mitropa en 1929 et la Coupe des nations de football 1930, où il marque un triplé en finale face au Slavia Prague.
Il compte une sélection en équipe nationale, lors de la victoire record (13-1) sur la France le 12 juin 1927.
En 1932, au moment de la création d'un championnat de France professionnel, il est recruté par l'AS Cannes en même temps que son compatriote János Nagy. En fin de saison il dispute la finale du championnat, perdue face à l'Olympique lillois. Après deux saisons en France, il signe au FC Lugano en Suisse. À partir de 1936, il devient entraîneur-joueur, d'abord à l'AC Bellinzona, puis au Servette Genève.